# Педівільяно
Педівільяно (італ. Pedivigliano, сиц. Pediviglianu) — муніципалітет в Італії, у регіоні Калабрія, провінція Козенца.
Педівільяно розташоване на відстані близько 450 км на південний схід від Рима, 36 км на північний захід від Катандзаро, 21 км на південь від Козенци.
Населення — 856 осіб (2014).

## Демографія
Населення за роками:

Станом на 1 січня 2023 року в муніципалітеті офіційно проживало 16 іноземців з 8 країн, серед них 6 громадян країн Євросоюзу та 1 громадянин України.

## Сусідні муніципалітети
- Альтілія
- Колозімі
- Деколлатура
- Мотта-Санта-Лучія
- Шильяно
- Соверія-Маннеллі